# Marie Louise de Rohan
Marie Louise de Rohan (Marie Louise Geneviève; * 7. Januar 1720; † 4. März 1803), auch bekannt als Madame de Marsan, war die Gouvernante Ludwigs XVI. von Frankreich und seiner Geschwister. Sie war eine einflussreiche Figur des französischen Hofes und eine treibende Kraft der Dévots (einer politisch-konservativen Interessengruppe im Frankreich des 17. und 18. Jahrhunderts) und der konservativen Fraktion des Hofadels.
Sie war die jüngere Schwester von Charles de Rohan, prince de Soubise und Marschall sowie Pair von Frankreich. Sie heiratete Gaston, den älteren Bruder von Louis Camille de Lorraine, Comte de Marsan.